# پیتر استرهازی
پیتر استرهازی (انگلیسی: Péter Esterházy; ۱۴ آوریل ۱۹۵۰ – ۱۴ ژوئیهٔ ۲۰۱۶) نویسنده اهل مجارستان بود. وی به عنوان مشهورترین نویسنده مجار و شرق اروپا در دوره خودش شناخته می‌شود. استرهازی همچنین به عنوان «چهره پیشروی ادبیات مجار در سده بیستم» شناخته می‌شود که آثارش تاثیر بزرگی بر ادبیات بعد از جنگ مجار گذاشت.
وی همچنین برندهٔ جوایزی همچون جایزه کشوت، جشنواره بین‌المللی ادبیات ویله‌نیتسا، و جایزه صلح کتاب‌فروشان آلمان شده‌است.